# Список предстоятелей Сербской православной церкви

## Архиепископы Печа 1219—1346
- 1219—1233 — Святой Савва I
- 1233—1263 — Святой Арсений I Сремац
- 1263—1271 — Святой Савва II
- 1271—1272 — Даниил I
- 1272—1276 — Иоанникий I
- 1279—1286 — Святой Евстафий I
- 1286—1292 — Святой Иаков
- 1292—1309 — Святой Евстафий II
- 1309—1316 — Святой Савва III
- 1317—1324 — Святой Никодим
- 1324—1337 — Святой Даниил II

## Первый Патриархат Печа, 1346—1463
- (1) архиепископ 1338—1346, патриарх 1346—1354 — (1) Иоанникий II
- (2) 1354—1375 — Савва IV
- (3) 1375—1379, 1389—1392 — Святой Ефрем
- (4) 1379—1389 — Святой Спиридон
- (5) 1392—1398 — Даниил III
- (6) 1398—1406 — Савва V
- (7) 1406 — Даниил IV
- (8) 1407—1419 — Святой Кирилл
- (9) 1420—1435 — Святой Никон
- (10) 1446 — Феофан
- (11) 1446—1453 — Никодим II
- (12) 1453—1463 — Арсений II

В 1459 году после падения Сербского государства и аннексии его земель Османской империей Патриархат был упразднён.

## Второй Патриархат Печа, 1557—1766
- (13) 1557—1571 — Макарий Соколович
- (14) 1571—1575 — Антоний Соколович
- (15) 1575—1586 — Герасим Соколович
- (16) Савватий Соколович (1587_
- (17) ? — Никанор
- (18) 1589—1591 — Ерофей
- (19) 1591—1592 — Филипп
- (20) 1592—1614 — Йован
- (21) 1614—1648 — Паисий I Яневац
- (22) 1648—1655 — Гавриил I Раич
- (23) 1655—1674 — Максим Скоплянац
- (24) 1674—1690 — Арсений III Черноевич
- (25) 1691—1710 — Каллиник I
- (26) 1711—1712 — Афанасий I
- (27) 1712—1726 — Моисей Райович
- (28) 1725—1737 — Арсений IV Иованович Шакабента
- (29) 1739—1746 — Иоанникий III Караджа-Грк
- (30) 1747—1752 — Афанасий II Гаврилович
- (31) 1752 — Гавриил II Сараевац
- (32) 1752 — Гавриил III
- (33) Викентий Стефанович -
- (34) Паисий II Грк -
- (35) Гавриил IV Грк -
- (36) 1758—1763 — Кирилл II
- (37) 1763—1765 — Василий Иованович-Бркич
- (38) 1765—1766 — Каллиник II Грек

В 1766 году Патриархат был повторно упразднён.

## Карловацкие митрополиты и патриархи (1690—1920)
В Сремских Карловцах с 1690 года находилась митрополия, с 1848 года — патриархия, существовавшая до 1920 года.
- 1690—1706 — Арсений III Чарноевич
- 1707—1708 — Исаия (Джакович)
- 1710—1711 — Софроний (Подгоричанин)
- 1713—1725 — Викентий (Попович)
- 1725—1730 — Моисей (Петрович)
- 1731—1737 — Викентий (Йованович)
- 1737—1748 — Арсений IV Цованович Шакабента
- 1748—1749 — Исаия (Антонович)
- 1749—1768 — Павел (Ненадович)
- 1769—1773 — Иоанн (Джорджевич)
- 1774—1780 — Викентий Цованович Видак
- 1781—1790 — Моисей (Путник)
- 1790—1836 — Стефан (Стратимирович)
- 1837—1841 — Стефан (Станкович)
- 1842—1861, c 1848 года — патриарх — Йосиф Раячич
- 1864—1870 — Самуил (Маширевич)
- 1874—1879 — Прокопий (Ивачкович)
- 1881—1888 — Герман (Анджелич)
- 1890—1907 — Георгий (Бранкович)
- 1908—1913 — Лукиан (Богданович)

## Митрополиты Черногорско-Приморские (1750—1920)
Зетская епископия была создана в 1219 году. В 1346 году повышена до статуса митрополии. После отмены Печского патриархата в 1766 году до 1920 года Черногорская митрополия имела особый статус.
- 1750—1766 — Василий III Петрович Негош, экзарх трона Печского
- 1781—1784 — Арсений Пламенац.
- 1782—1830 — Петр I Петрович.
- 1830—1851 — Петр II Петрович.
- 1851—1860 — Никанор Иванович.
- 1860—1882 — Иларион II Роганович.
- 1882—1885 — Виссарион Любиша.
- 1885—1920 — Митрофан Бан, экзарх трона Печского

## Белградские митрополиты (1801—1920)
- 1801—1813 — Леонтий (Ламбрович), по происхождению грек
- 1813—1815 — Дионисий II Нишлия, грек
- 1815—1827 — Агафангел, болгарин
- 1827—1831 — Анфим, грек
- 1831—1833 — Мелетий (Павлович)
- 1833—1859 — Петр (Йованович)
- 1859—1881, 1889—1898 — Михаил (Йованович)
- 1881—1889 — Феодосий (Мраович)
- 1898—1905 — Иннокентий (Павлович)
- 1905—1920 — Димитрий (Павлович)

## Патриархат с главной кафедрой в Белграде
- 1920—1930 — (39) Димитрий
- 1930—1937 — (40) Варнава
- 1938—1950 — (41) Гавриил V
- 1950—1958 — (42) Викентий II
- 1958—1990, †1991 — (43) Герман
- 1990—2009 — (44) Павел
- 2010—2020 — (45) Ириней
- с 18 февраля 2021 — (46) Порфирий